# Ministerio de Medio Ambiente de Lituania
El Ministerio de Medio Ambiente de Lituania (en lituano: Lietuvos Respublikos aplinkos ministerija) supervisa el medio ambiente y los recursos naturales en Lituania.
Su misión es: 
- Poner en práctica el principio de desarrollo sostenible;
- Establecer condiciones previas para el uso racional, la protección y restauración de los recursos naturales;
- Garantizar el suministro de información pública sobre el estado del medio ambiente y sus previsiones;
- Crear las condiciones para el desarrollo del negocio de la construcción y el suministro de las viviendas a los residentes;
- Asegurar una calidad ambiental adecuada, teniendo en cuenta las normas y estándares de la Unión Europea.[1]

El «Departamento de Protección del Medio Ambiente», responsable ante el Consejo Supremo (Seimas), se estableció para supervisar la protección y la explotación de los recursos naturales después de que Lituania declaró su independencia de la Unión Soviética el 1990. El 1996, el Departamento se reorganizó en el «Ministerio de Protección del Medio Ambiente». El año 1998, después de la fusión con el Ministerio de Vivienda y Desarrollo Urbano, pasó a llamarse Ministerio de Medio Ambiente. Por lo tanto, aconteció responsable de la construcción, la planificación territorial y la vivienda. El Ministerio cuenta con numerosas divisiones e instituciones subordinadas responsables de las áreas protegidas, la protección del medio ambiente, investigación geológica, la silvicultura, la metrología, la meteorología y servicios de investigación marina. El Ministerio también dirige el Museo Zoológico Tadas Ivanauskas.

## Ministros
|                      | Nombre               | Inicio                  | Fin                     |
| -------------------- | -------------------- | ----------------------- | ----------------------- |
| Bronius Bradauskas   | Bronius Bradauskas   | 6 de mayo de 1996       | 4 de diciembre de 1996  |
|                      | Imantas Lazdinis     | 4 de diciembre de 1996  | 25 de marzo de 1998     |
|                      | Algis Čaplikas       | 25 de marzo de 1998     | 8 de abril de 1999      |
|                      | Danius Lygis         | 8 de abril de 1999      | 4 de diciembre de 2000  |
|                      | Henrikas Žukauskas   | 4 de diciembre de 2000  | 27 de octubre de 2001   |
|                      | Arūnariz Kundrotas   | 27 de octubre de 2001   | 31 de enero de 2008     |
| Arteūraso Paulauskas | Arteūraso Paulauskas | 31 de enero de 2008     | 28 de noviembre de 2008 |
|                      | Gediminas Kazlauskas | 28 de noviembre de 2008 | 13 de diciembre de 2012 |
| Valentinas Mazuronis | Valentinas Mazuronis | 13 de diciembre de 2012 | 17 de julio de 2014     |
|                      | Kęstutis Trečiokas   | 17 de julio de 2014     | 13 de diciembre de 2016 |
|                      | Kęstutis Navickas    | 13 de diciembre de 2016 | presente                |